# 极乐冠蜂鸟
极乐冠蜂鸟（学名：Lophornis chalybeus），是雨燕目蜂鸟科的一种鸟类。
极乐冠蜂鸟体重约3克，翼长约42.2毫米，嘴峰长约16.3毫米，喙宽度约1.6毫米，喙厚度约1.6毫米，跗蹠长约4.5毫米，尾长约24.8毫米。极乐冠蜂鸟在其分布区内为留鸟，其栖息在密集的高大树木组成的森林中，食性为草食性，主要食物来源是植物的花蜜。
极乐冠蜂鸟分布于巴西东南部（圣埃斯皮里图州、米纳斯吉拉斯州和圣卡塔林纳州）。该物种是单型物种，没有亚种分化。